# Kyrkbron
Il Kyrkbron ("Ponte Chiesa") è un ponte in cemento nella città di Umeå in Svezia.
È il terzo ponte della città sul fiume Ume ed è costituito da due elementi separati, ognuno con rampe e uscite sul lato nord del fiume. Lo scopo del ponte è quello di alleggerire il traffico sul vicino ponte Tegsbron. Il Kyrkbron ha una lunghezza di 391 metri e la lunghezza della campata più lunga è di 47 metri. La costruzione iniziò il 16 giugno 1972 e l'inaugurazione avvenne il 26 settembre 1975.

## Galleria d'immagini

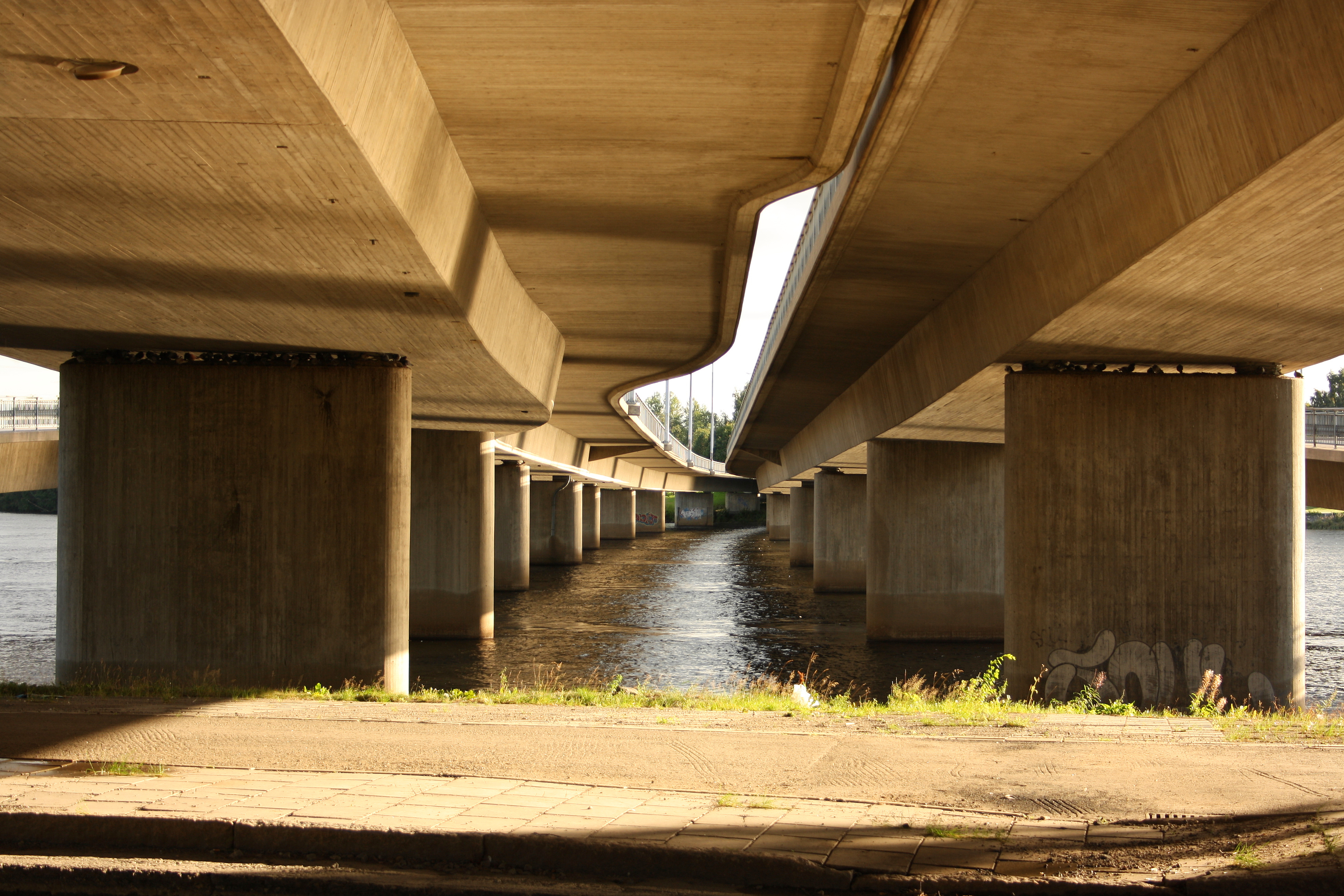
La parte inferiore del ponte
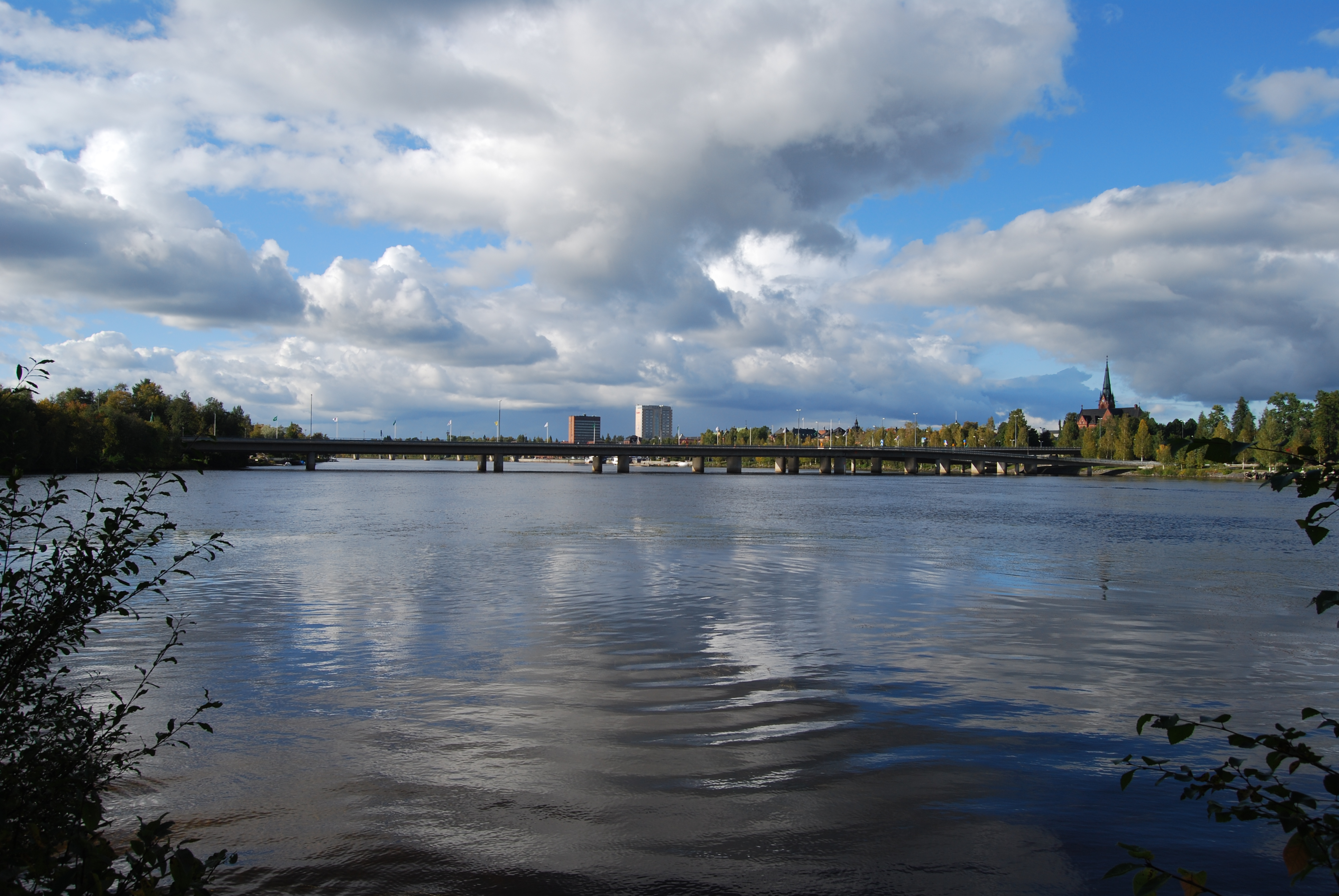
Lato del ponte
Via alternativa nel 1965